# Arevshat (Shirak)
Arevshat es una localidad del raión de Artik, en la provincia de Shirak, Armenia, con una población censada en octubre de 2011 de 1809 habitantes. 
Se encuentra ubicada al sureste de la provincia, a poca distancia de la frontera con la provincia de Aragatsotn.